# Escuat ventreblanc
L'escuat ventreblanc (Pnoepyga albiventer) és un ocell de la família dels pnoepígids (Pnoepigidae).

## Hàbitat i distribució
Habita el sotabosc, als Himàlaies del nord de l'Índia, sud-est del Tibet, oest i nord-est de Myanmar, sud-oest de la Xina al sud-oest de Szechwan i oest de Yunnan i nord del Vietnam.

## Taxonomia
Alguns autorshan considerat una espècie diferent la població de la Xina sud-oriental, arran Päckert et al. 2012
- Pnoepyga mutica Thayer et Bangs, 1912 - escuat xinès.[4]